# Jenikowo
Jenikowo [jɛniˈkɔvɔ] (tiếng Đức: Hohen Schönau)  là một ngôi làng thuộc khu hành chính của Gmina Maszewo, thuộc hạt Goleniów, West Pomeranian Voivodeship, ở phía tây bắc Ba Lan. Nó nằm khoảng 12 kilômét (7 mi) phía đông bắc Maszewo, 22 km (14 mi) về phía đông của Goleniów và 41 km (25 mi) về phía đông bắc của thủ đô khu vực Szczecin.
Trước năm 1945, khu vực này là một phần của Đức. Đối với lịch sử của khu vực, xem Lịch sử của Pomerania.